# Morganella afra
Morganella afra är en svampart som beskrevs av Kreisel & Dring 1967. Morganella afra ingår i släktet Morganella och familjen Agaricaceae.   Inga underarter finns listade i Catalogue of Life.